# Hejar – Großer Mann, kleine Liebe
Hejar – Großer Mann, kleine Liebe (Originaltitel: Büyük Adam Küçük Aşk) ist ein türkischer Film aus dem Jahr 2001. Regisseurin ist Handan İpekçi, von der auch das Drehbuch stammt. Kinostart in Deutschland war am 2. Oktober 2002.

## Handlung
Hejar, ein fünfjähriges kurdisches Mädchen, hat ihre Eltern bei einer Polizeioperation in der Osttürkei verloren. Der Dorfälteste (Evdo) bringt sie nach Istanbul, wo sich ihre Wege mit denen des pensionierten Richters Rifat Bey kreuzen. Hejar muss sich ein zweites Mal vor der Polizei retten, als sie Zuflucht ausgerechnet bei Rifat findet. Als konservativer Staatsdiener spricht er nur türkisch, sie spricht nur kurdisch. Nach und nach gelingt es Hejar, dem kleinen Mädchen mit dem traurigen Gesicht und den blumigen Flüchen, den alten Mann von seiner radikalen Einstellung abzubringen. Rifat lernt kurdisch und Hejar spricht die ersten türkischen Worte. Und beide können nicht mehr ohne den anderen leben.
Trotz aller Verbundenheit dauert es zuvor einige Zeit, bis Rifat überhaupt nur Hejars Namen erfährt, da er seiner kurdischen Haushälterin Sakine (kurdischer Name Rojbîn) zunächst verbietet, mit Hejar kurdisch zu sprechen. Erst als er sich mit dem Kind, das immer wieder nach seiner Mutter ruft, nicht mehr zu helfen weiß, ruft er sie an und erbittet ihre Hilfe (hier ist der Punkt an dem Rifat beginnt, kurdisch zu lernen).
Er lässt über Amt ihre Eltern suchen und erfährt so, dass sie keine Familie mehr hat. Mit diesem Wissen überlegt er, sie zu adoptieren.
Evdo, der durch das Radio von der Ermordung von Hejars Verwandten erfahren hat, hat sich währenddessen sorgenvoll aufgemacht, um Hejar zu suchen. Und er findet sie, als er im Hausflur auf sie und Rifat trifft, die eben aus der Stadt wiederkommen. Nun muss Hejar selber entscheiden, wo sie leben möchte.

## Hintergrund
- Der Regisseurin Handan İpekçi wurde im Jahr 2003 mit einer Haftstrafe von bis zu 6 Monaten gedroht.

## Auszeichnungen
- 2001: Filmfestival in Antalya
- 2002: Cairo International Film Festival
- 2002: Cologne Mediterranean Film Festival
- 2003: International Istanbul Film Festival